# Kattalin Miner
Kattalin Miner Perez (Hernani, Guipúzcoa, 9 de octubre de 1988) es una periodista, escritora y activista feminista española.

## Biografía
Es licenciada en periodismo por la UPV/EHU, máster en Teoría de la Literatura y Literatura Comparada por la UAB y máster en Igualdad de Hombres y Mujeres por la UPV/EHU. Como periodista, se ha dedicado a la comunicación y a la formación en igualdad. Es conocida por su trayectoria feminista y por su trabajo como columnista en diversos medios de comunicación. Kattalin ve el mundo desde el feminismo y desde los márgenes, y en sus artículos trata a menudo temas relacionados con el feminismo, el patriarcado, los modelos de familia o la homosexualidad/heterosexualidad.
En 2015 ganó el "Igartza Saria" (Premio Igartza) por su proyecto de novela "Kafe beteak", pero cuando se publicó la novela en 2017 recibió el título "Nola heldu naiz ni honaino". En ella realiza una descripción detallada del retrato de la actualidad actual relatando la vida de la joven Jezabel.
En 2017, publicó su primera novela, bajo el título "Nola heldu naiz ni honaino", escrita gracias a la beca de creación literaria obtenida al ganar el ya citado "Igartza Saria". La novela muestra la vida de Jezabel, su protagonista, una mujer que vive cómodamente, toma decisiones, algunas grandes, otras no tanto, pero todas importantes. Una de esas decisiones aparentemente pequeña es la que cambia su vida, la hace sentir fuera de lugar, como el pez nadando dentro de una taza de café que se ilustra en la portada de la novela.
Dos años más tarde, consigue ganar el premio "Tene Mujika" de 2019 por su ensayo "Moio: gordetzea ezinezkoa zen". Un trabajo sobre la transexualidad en el que Kattalin analiza la historia y las consecuencias del caso de un joven transexual que se suicidó diez años atrás. Esta beca, organizada por el Ayuntamiento de Deva y la editorial Elkar, premia proyectos no ficticios que traten sobre la historia reciente de Euskal Herria.
En el año 2020, ha presentado la novela "Turista Klasea". Un trabajo gestado durante el confinamiento, y que narra la historia de una persona que debe recorrer 1.600 kilómetros en 20 horas, en tren, para llegar a París y visitar a su amigo preso en la cárcel de Fresnes. El juicio de su amigo está a punto de llegar, y quizá sea la última visita que pueda hacerle. Una historia descrita como un espejo a las propias disgresiones, contradicciones y luchas internas.
Kattalin, que también ha colaborado con medios vascos como EITB, Berria, Naiz y Argian, entre otros. El 14 de mayo de 2021, acudió a conversar sobre el suicidio y la transfobia con el alumnado de Integración Social Euskara.

### Novela
- Nola heldu naiz ni honaino (Elkar, 2017)[11]
- Turista klasea (Susa, 2020)[12][6]

### Ensayo
- Moio: gordetzea ezinezkoa zen (Elkar, 2019)[13]
- Empar Pineda Erdozia: Gorputzak hala eskatua (Hernaniko Udala - Berdintasuna, 2020)[14]

## Premios y reconocimientos
- 2015: Premio "Igartza Saria", con la consiguiente beca de creación literaria.[3]
- 2017: Premio "Martin Ugalde Beka", beca para analizar la evolución de los temas de género en los periódicos vascos.[4]
- 2019: Premio, "Tene Mujika Saria", beca organizada por el Ayuntamiento de Deva y la editorial Elkar, que premia proyectos no ficticios que traten sobre la historia reciente de Euskal Herria[5]
- 2020: Premio "Urrezko Hirukia (EHGAM)" (Triángulo de oro). Otorgada por el colectivo vasco de homosexuales EHGAM, premiando a su libro "Moio, Gordetzea ezinezkoa zen".[15]